# Chymomyza procnemoides
Chymomyza procnemoides är en tvåvingeart som beskrevs av Wheeler 1952. Chymomyza procnemoides ingår i släktet Chymomyza och familjen daggflugor. Inga underarter finns listade i Catalogue of Life.